# Microcyphus olivaceus
Microcyphus olivaceus is een zee-egel uit de familie Temnopleuridae.
De wetenschappelijke naam van de soort werd in 1885 gepubliceerd door Ludwig Döderlein.